# Calymeninae
Sous-famille
Genres de rang inférieur
- †Alcymene Ramsköld et al. , 1994
- †Arcticalymene Adrain et Edgecombe, 1997
- †Atlanticalymene Adrain et al. , 2020
- †Calymene Brongniart, 1822
- †Diacalymene Kegel, 1927

Calymeninae est une sous-famille fossile de trilobites dans l'ordre fossile des Phacopida.

## Classification
La sous-famille des Calymeninae est décrite en 1840 par le médecin et zoologiste français Henri Milne Edwards (1800-1885).

### Fossiles
Selon le site Paleobiology Database en 2024, le nombre de collections de fossiles référencées est de 497 collections pour 567 occurrences depuis le Trémadocien de l'Ordovicien au Praguien du Dévonien inférieur, soit de 485,4 à 407,6 Ma avant notre ère.

## Genres
Selon le site Paleobiology Database en 2024, les cinq genres inclus dans cette sous-famille des Calymeninae sont :
- †Alcymene Ramsköld et al. , 1994
- †Arcticalymene Adrain et Edgecombe, 1997
- †Atlanticalymene Adrain et al. , 2020
- †Calymene Brongniart, 1822
- †Diacalymene Kegel, 1927[1]